# Jeff Farrell
Felix Jeffrey Farrell, detto Jeff (Detroit, 28 febbraio 1937), è un ex nuotatore statunitense.

## Palmarès
Olimpiadi
- 2 medaglie:
  - 2 ori (staffetta 4x100 metri misti a Roma 1960, staffetta 4x200 metri stile libero a Roma 1960).

Giochi panamericani
- 2 medaglie:
  - 2 ori (100 metri stile libero a Chicago 1959, staffetta 4x100 metri misti a Chicago 1959).